# Mirko Serrano
Mirko Matías Serrano Panes (El Salvador, 28 maggio 1991) è un calciatore cileno, centrocampista del Magallanes.